# Hypoxylon shearii
Hypoxylon shearii är en svampart. Hypoxylon shearii ingår i släktet Hypoxylon och familjen kolkärnsvampar.

## Underarter
Arten delas in i följande underarter:
- minor
- shearii